# Sahryń
Sahryń [ˈsaxrɨɲ] ist ein polnisches Dorf in der Gmina Werbkowice, im Powiat Hrubieszów, im westlichen Wolhynien.
Es liegt etwa 8 km südlich von Werbkowice, 16 km südlich von Hrubieszów.

## Geschichte

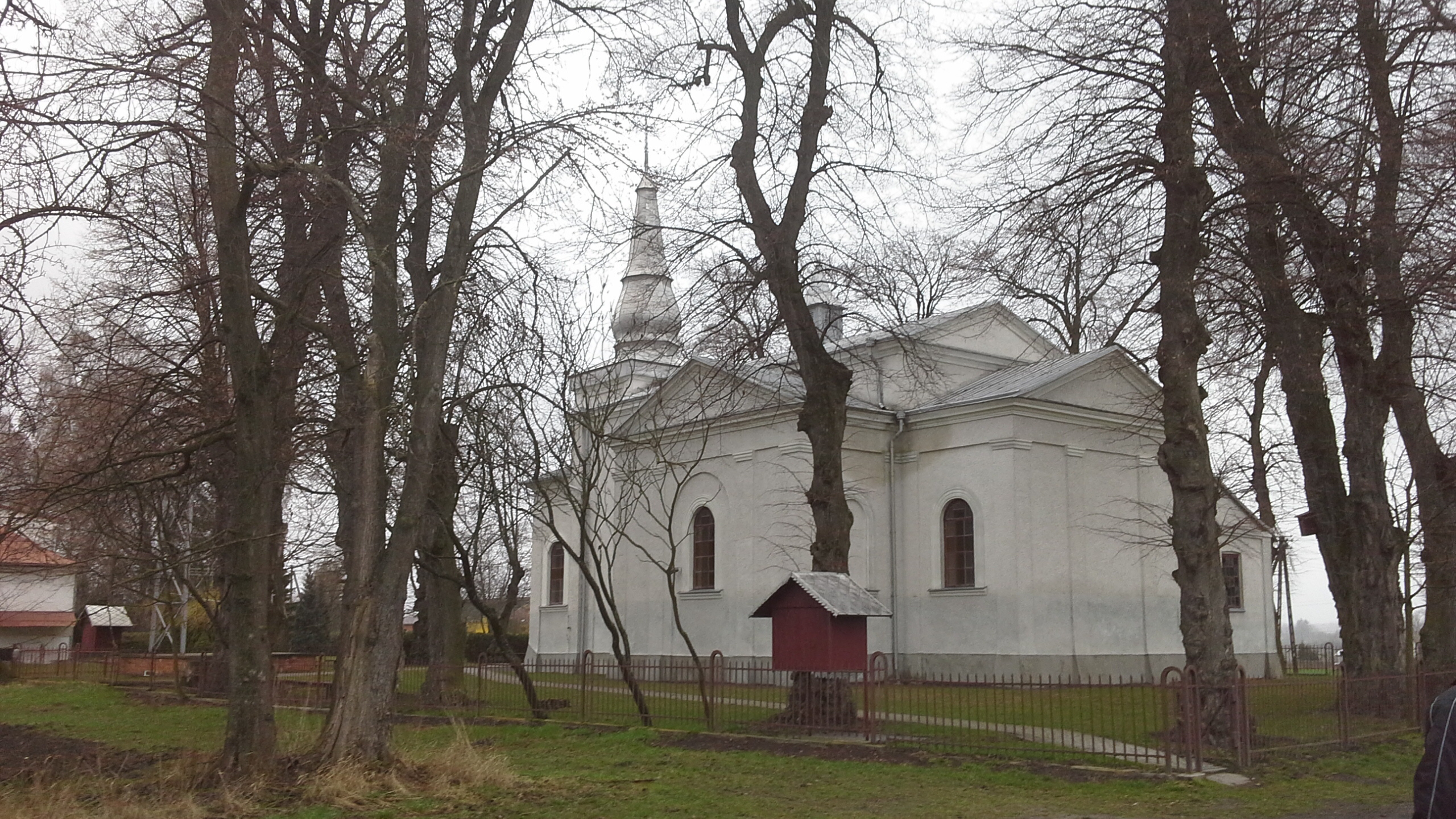
Kirche in Sahryń

Eine Unierte Kirche gab es in Sahryń im Jahr 1644, dann einen Neubau aus dem Jahr 1780. Im Jahr 1873 wurde an ihrer Stelle eine neue Backsteinkirche errichtet. Zwei Jahre später wurde sie infolge der Auflösung der unierten Eparchie Chełm 1874 zu einer orthodoxen Kirche. Gleichzeitig mit der unierten Pfarrei war im Dorf ein Friedhof angelegt worden, der dann als orthodoxer Friedhof diente und bis in die 1950er Jahre genutzt wurde.
Die orthodoxe Bevölkerung wurde 1915 nach Russland evakuiert, 1919 kam ein orthodoxer Priester in das Dorf zurück, und zurückkehrende Bewohner beantragten beim zuständigen Ministerium die Erlaubnis, die Gemeinde registrieren zu lassen, doch 1923 wurde die Kirche als römisch-katholische Pfarrkirche geweiht. Die Volkszählung von 1921 ergab, dass in Sahryń und in drei benachbarten Kolonien 737 Menschen lebten, darunter 419 orthodoxe Gläubige.
Am 10. März 1944 ereignete sich hier das Sahryń-Massaker an den ukrainischen Bewohnern. Seit 1999 gehört das Dorf zur Woiwodschaft Lublin.

## Einzelbelege
1. ↑  Population. Size and Structure by Territorial Division. As of December 31, 2020. Główny Urząd Statystyczny (GUS) (PDF-Dateien; 0,72 MB), abgerufen am 12. Juni 2021.
2. ↑  Anna Hernacka-Janikowska: Służba Ochrony Państwa – analiza działalności instytucji ochrony prawa. In: Studia Prawnoustrojowe. Nr. 50, 20. Dezember 2020, ISSN 1644-0412, doi:10.31648/sp.6038.
3. ↑  M. Zajączkowski: Ukraińskie podziemie na Lubelszczyźnie w okresie okupacji niemieckiej 1939–1944, Instytut Pamięci Narodowej, Instytut Studiów Politycznych PAN, Lublin-Warszawa 2015, s. 291–293.